# Charles Porion
Pour les articles homonymes, voir Porion (homonymie).
Louis Étienne Charles Porion né à Amiens le 1er mai 1814 et mort à Alger le 9 août 1908, est un peintre français.

## Biographie
Charles Porion est élève de Michel Martin Drolling et d'Ingres. Il peint de nombreuses scènes orientalistes, des portraits et des scènes historiques. En 1840, il termine deuxième au concours pour le prix de Rome.
Il participe aux Salons parisiens de 1844 à 1868 et y obtient une médaille de bronze en 1844.
À la demande de Napoléon III, il exécute une composition représentant des princes et souverains étrangers ayant visité à des dates différentes l’Exposition universelle, mais fictivement réunis devant les Tuileries. La toile, commandée en 1867, n'est achevée qu'en 1895, la guerre franco-prussienne de 1870, ayant rendu cette image de concorde irréaliste .
Installé en Espagne, il voyage en Andalousie et à Madrid, et produit de nombreuses copies, sur commande, des grands peintres espagnols tel Diego Velázquez.

## Œuvres dans les collections publiques

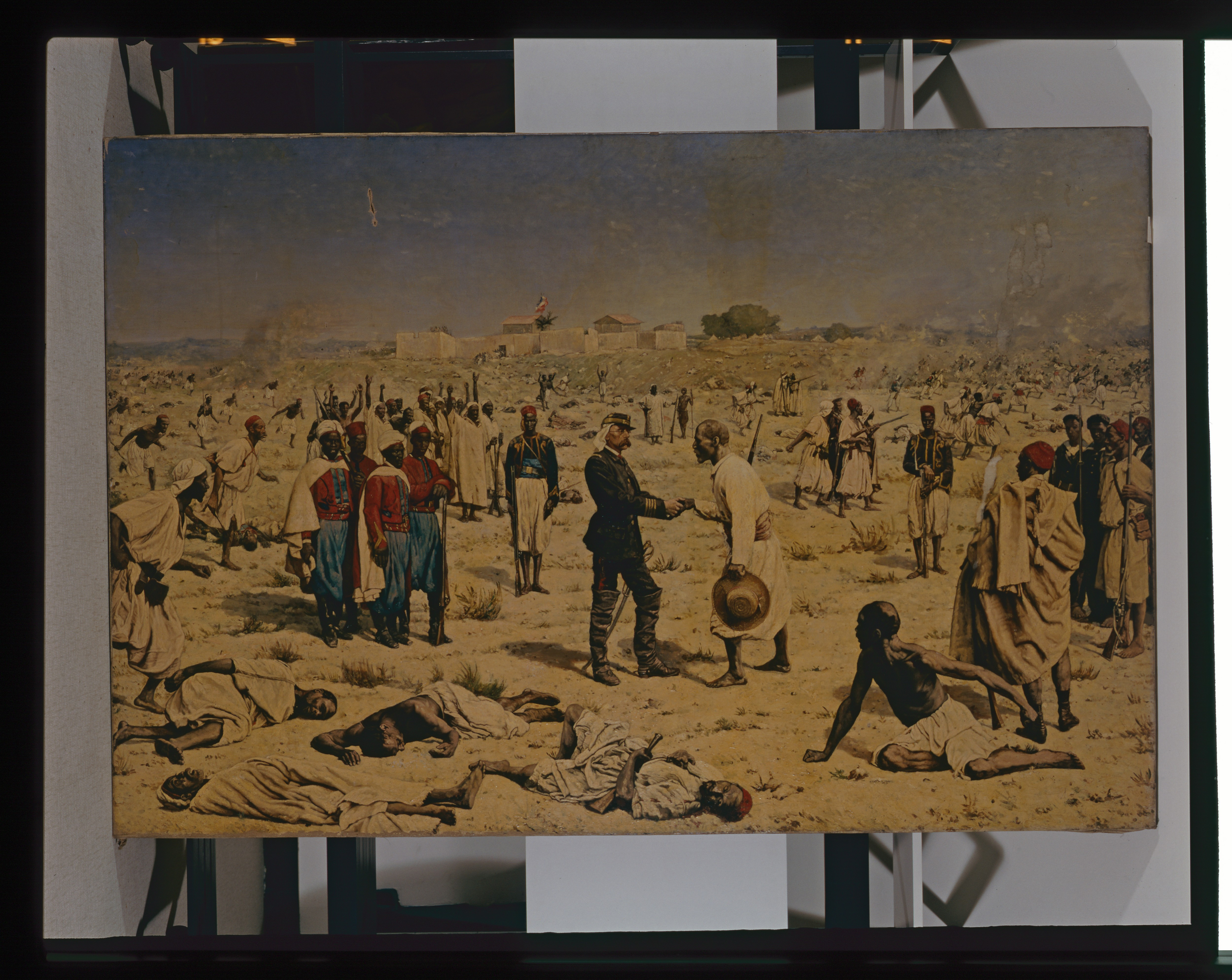
La Délivrance de Médine au Sénégal le 18 juillet 1857 (1857), musée d'Art et d'Histoire de Saint-Brieuc.

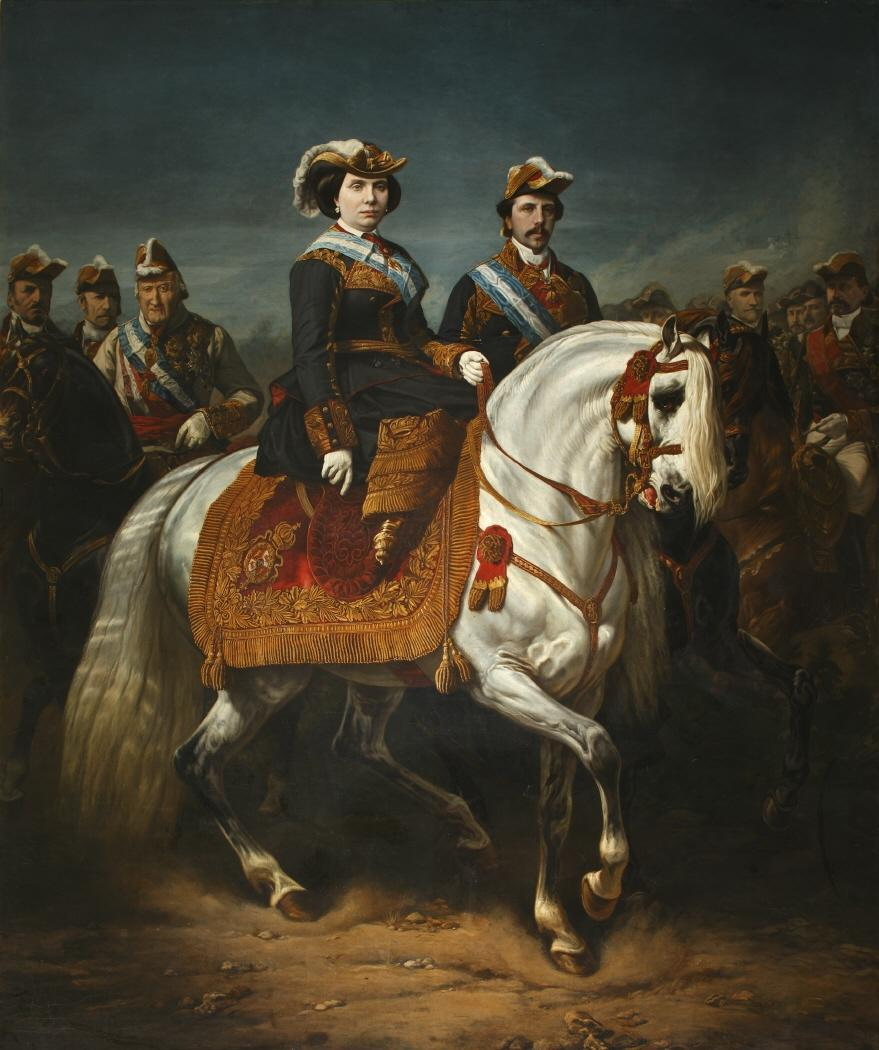
Isabelle II dirigeant une revue militaire (1867), Madrid, musée du Romantisme.

- Amiens, Musée de Picardie : Une Danse, souvenir d'Espagne, 1844.
- Angoulême, Musée d'Angoulême : La Reddition de Breda, 1853.
- Bordeaux, musée des Beaux-Arts : El Descanso, mœurs de Valence, Espagne, 1857.
- Compiègne, château de Compiègne :
  - Le Prince impérial à cheval portant le grand cordon de la Légion d'honneur, 1878[6] ;
  - Portrait équestre de Napoléon III devant les Invalides, 1852 ;
  - Napoléon III et les souverains étrangers invités à l’Exposition universelle de 1867, dit aussi Sortie des empereurs et des rois, 1895[7].
- La Flèche, Prytanée national militaire : La Bataille de Pont-Noyelles.
- Laval, mairie : Comte Duc d'Olivares, 1856.
- Les Lucs-sur-Boulogne, Historial de la Vendée : Le Général Hoche à Quiberon.
- L'Isle-de-Noé, mairie : L'Archange saint Michel terrassant le démon, 1844.
- Paris :
  - lycée Saint-Louis : La Mort de Saint Louis.
  - ministère des Armées : Carnot à Wattignies.
- Privas, musée de Privas : Les Buveurs dit “Los Borrachos”, 1853 (copie d'après le tableau de Vélasquez).
- Saint-Brieuc, musée d'Art et d'Histoire : La Délivrance de Médine au Sénégal, le 18 juillet 1857.
- Saint-Omer, musée de l'hôtel Sandelin : Une danse de Bohémiens à Grenade, 1851.
- Tournus, musée Greuze : Les Forges de Vulcain.
- Vincennes, service historique de la Défense : Reine Marie-Amélie.

## Distinction
- Chevalier de la Légion d'honneur, 1884[8].

Œuvres de Charles Porion
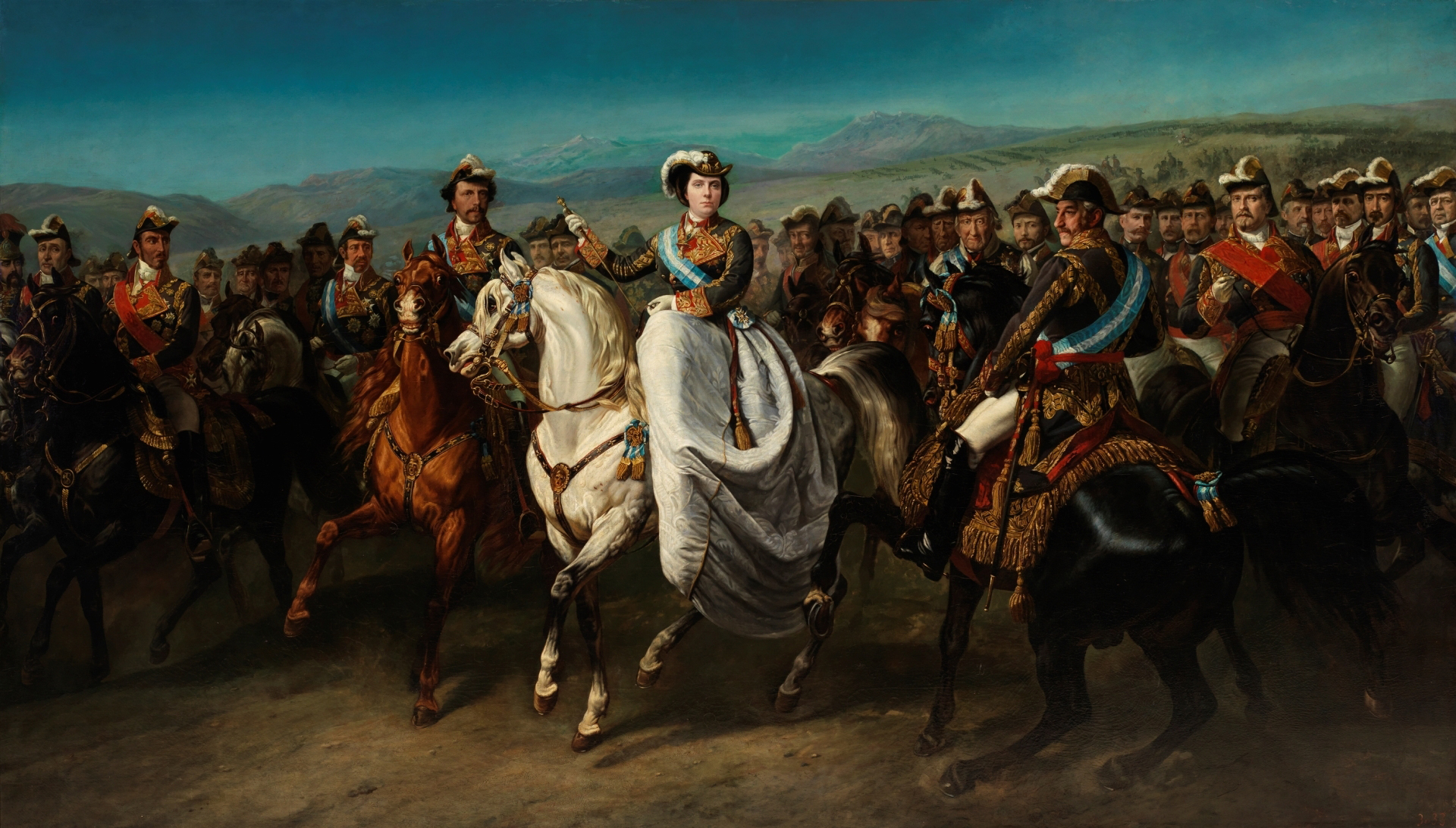
Isabelle II et son état-major, à cheval (1867), Madrid, musée du Prado.
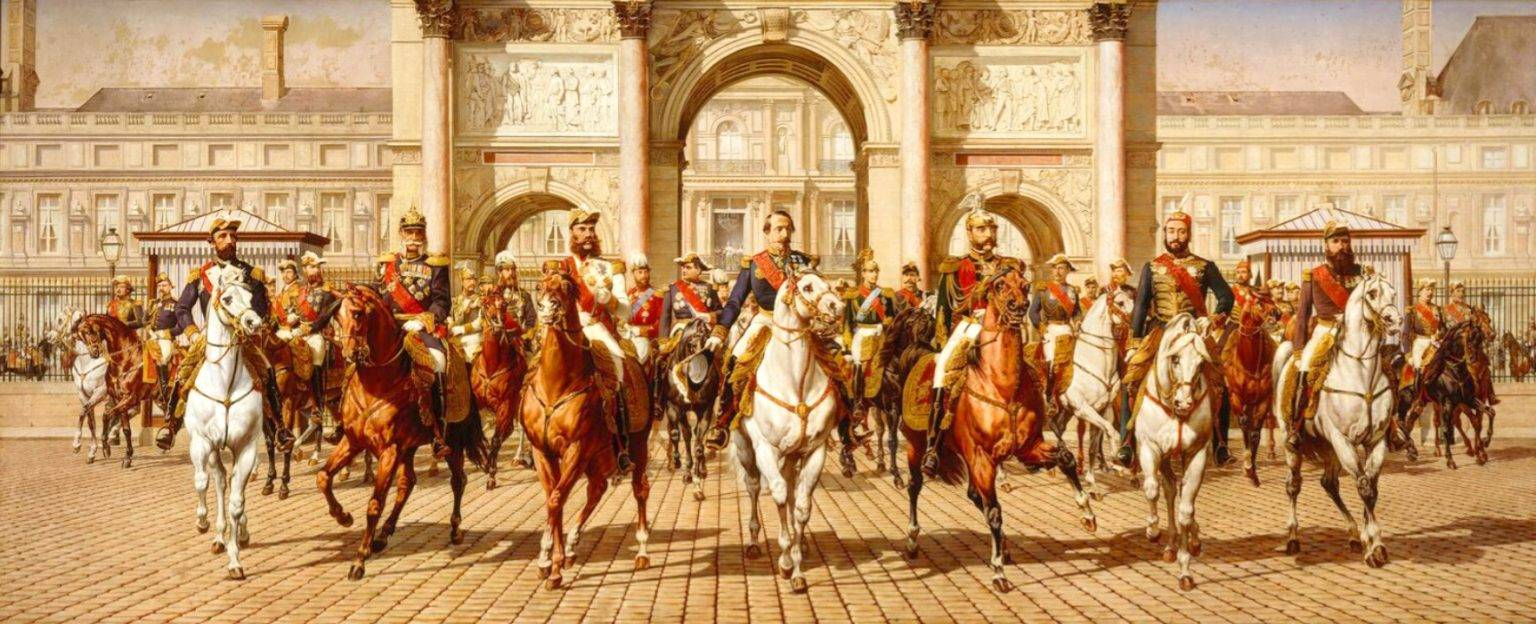
Napoléon III et les souverains étrangers invités à l’Exposition universelle de 1867 (1895), Compiègne, palais de Compiègne.
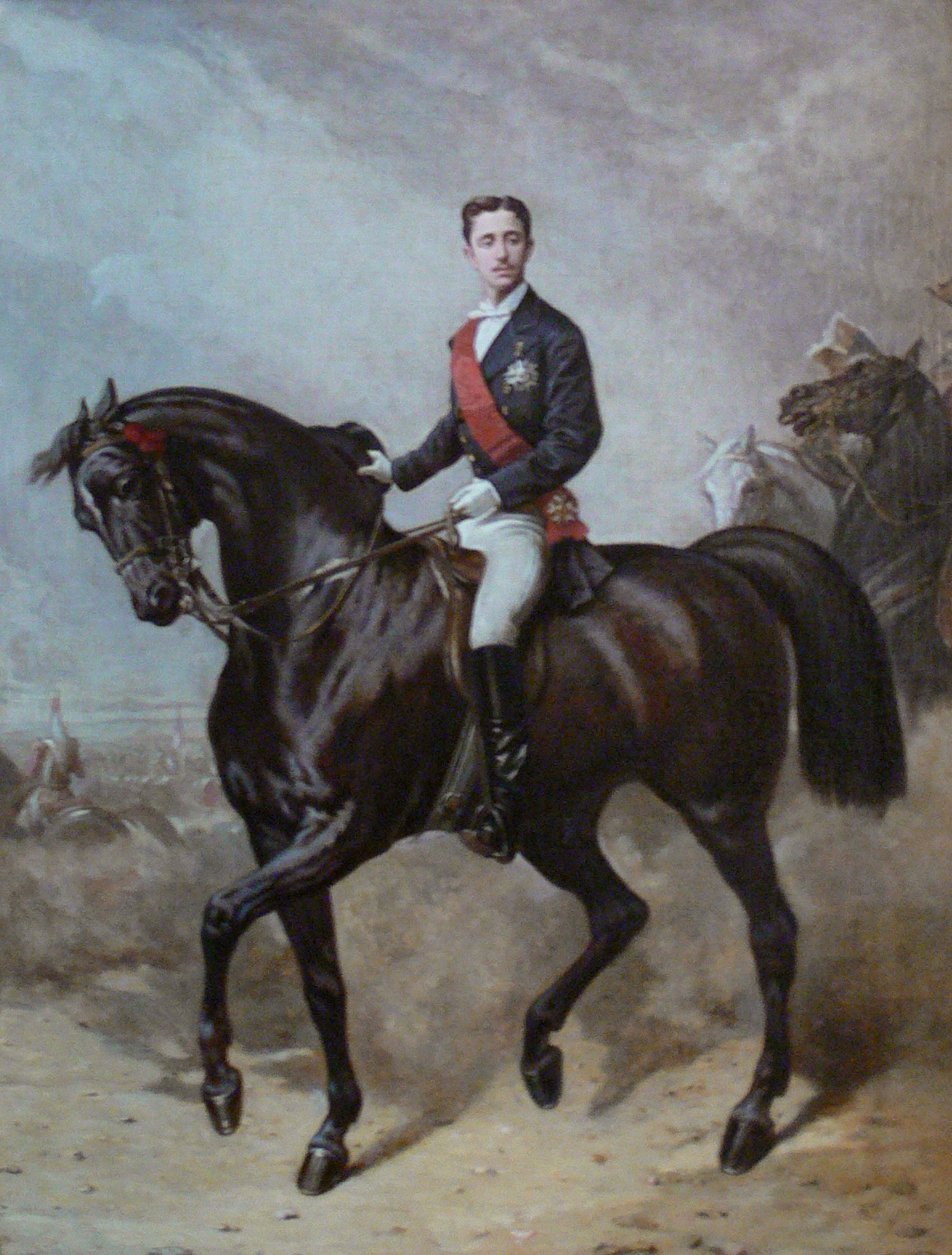
Le Prince impérial à cheval portant le grand cordon de la Légion d'honneur (1878), Compiègne, palais de Compiègne.
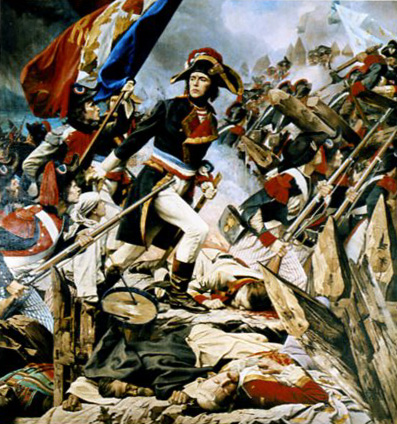
Hoche à Quiberon (1879), hôtel de ville de Versailles.